# Баваризавр
Бавариза́вр (лат. Bavarisaurus macrodactylus) — вымерший вид ящериц, обитавший на территории современной Германии в конце юрского периода (около 140 млн лет назад). Название дано по месту находки (Бавария).

## История

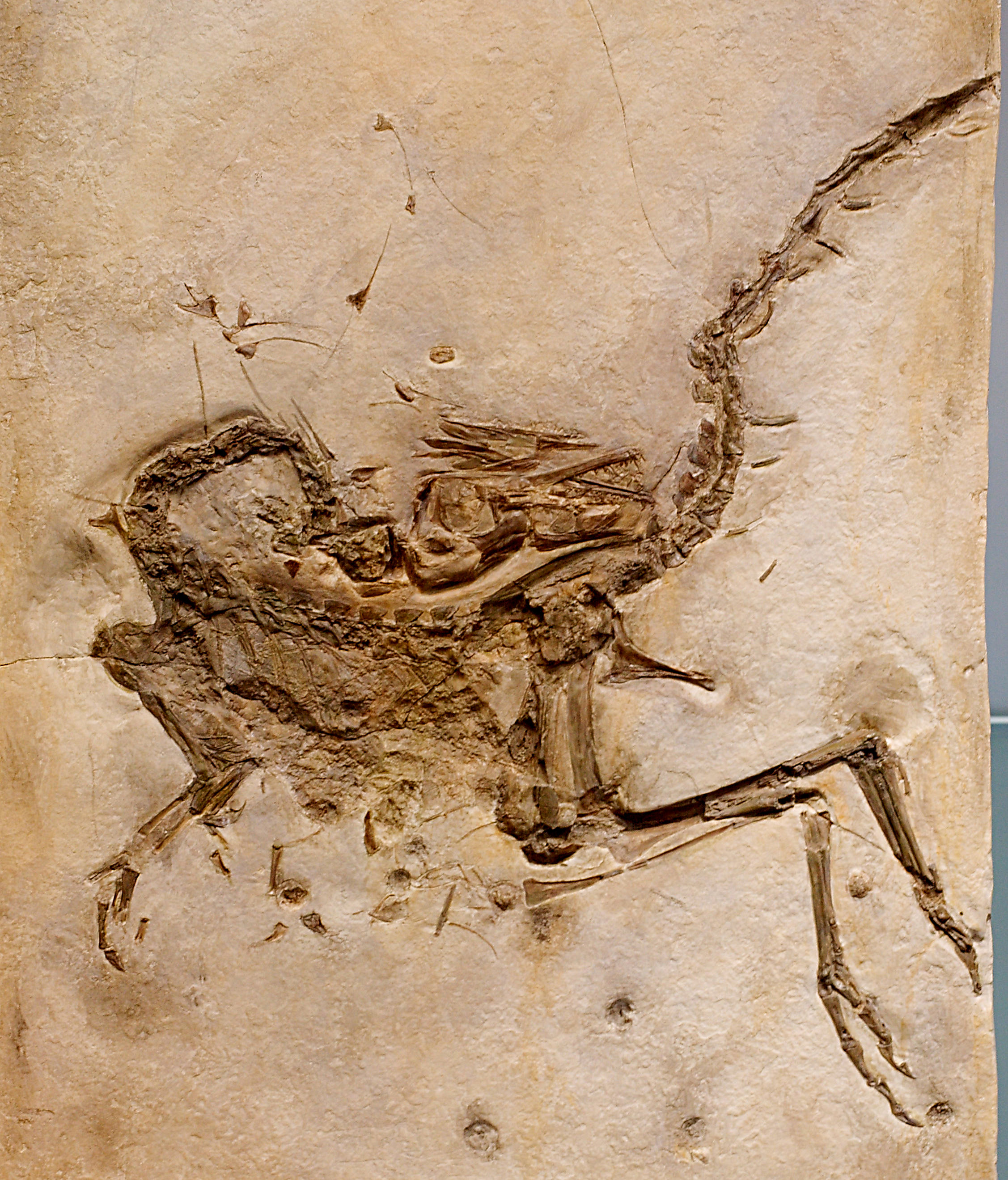
Скелет мелкого хищного динозавра компсогната, внутри которого обнаружены кости баваризавра

Баваризавр стал одной из наиболее известных вымерших ящериц, поскольку его окаменелые остатки были найдены в виде сохранившегося содержимого желудка небольшого хищного динозавра — компсогната (Compsognathus longipes).
Скелет Compsognathus (один из двух известных на сегодняшний день) был найден в 1850-х годах в Зольнхофене (Бавария, Германия). Внутри скелета динозавра были обнаружены кости другого животного. Сначала считалось, что они принадлежали эмбриону компсогната, и что эти динозавры были живородящими. Позже выяснилось, что кости находятся в области желудка, и это посчитали доказательством каннибализма. В 1903 году Франц Нопча обнаружил, что кости принадлежали ящерице, а Остром отнес остатки к роду Bavarisaurus.

## Описание
Небольшое животное длиной не более 20 см, вероятно, внешне похожее на современных ящериц. Череп крупный, напоминающий череп гекконов. Верхневисочное отверстие сильно увеличено. Отверстие теменного органа, очевидно, отсутствовало. Конечности длинные, хорошо развитые, с длинными пальцами. Хвост длинный. Позвонки двояковогнутые (амфицельные).

## Палеоэкология
Окаменелые остатки баваризавра были обнаружены на юге Германии, но он мог быть распространён на большей части территории, ставшей впоследствии Европой. В то время Европа представляла собой множество островов, окружённых эпиконтинентальным морем. Местом обитания баваризавра были довольно сухие области с кустарниковой растительностью и низкими деревьями. Одновременно и в тех же местах жили другие ящерицы (такие как Ardeosaurus), птерозавры (анурогнат, птеродактиль и другие), динозавры эвстрептоспондил (Eustreptospondylus), компсогнат (Compsognathus), археоптерикс (Archeopteryx), морские крокодилы и множество различных беспозвоночных.
Ящерицы могли служить пищей для мелких хищных динозавров, о чём свидетельствует окаменелый скелет компсогната, содержащий в области желудка кости баваризавра. Эта небольшая ящерица, возможно, была последней пищей динозавра. Баваризавр, судя по всему, мог быстро бегать, так что хищные динозавры должны были быть очень проворными, чтобы поймать такую добычу.

## Систематика
Род Bavarisaurus включает один вид — Bavarisaurus macrodactylus.
Баваризавр отнесён к отдельному семейству Bavarisauridae и, как и Ardeosaurus, изначально считался примитивным родственником гекконов. Недавнее исследование, однако, предполагает, что баваризавр и ардеозавр могут быть базальными представителями одной из групп чешуйчатых, возможно, находящимися у основания разделения ветвей гекконообразных (Gekkota) и сцинкообразных (Scincomorpha) ящериц.